# Tajemny wspólnik
Tajemny wspólnik (The Secret Sharer) – nowela Josepha Conrada napisana w 1909 i opublikowana w 1910 w czasopiśmie „Harper’s Magazine”. W formie książkowej ukazała się w zbiorze Między lądem a morzem (Twixt Land and Sea, 1912). 
W Polsce zbiór wydany w 1924 w ramach Pism zbiorowych w tłumaczeniu Jerzego Bohdana Rychlińskiego jako Ukryty sojusznik.

## Fabuła
Świeżo mianowany kapitan statku płynącego po Zatoce Syjamskiej w tajemnicy przed własną załogą ukrywa w swojej kajucie Leggatta, marynarza zbiegłego z innego statku, gdzie został oskarżony o morderstwo. Kapitan przechowuje uciekiniera, karmi go i wysłuchuje jego historii. Potem ryzykując rozbicie statku, umożliwia zbiegowi ucieczkę na stały ląd.

## Odbiór
Maria Dąbrowska pisze o noweli, że jest „jakby odmianą Murzyna z załogi „Narcyza”” i mówi „o sprawach i ludziach zawadzających, a jednocześnie angażujących nas w jakieś rozpaczliwe przywiązanie czy zobowiązanie, zdolne niepostrzeżenie stać się na pewien czas całą treścią naszego życia”.

## Adaptacje
Nowela była trzykrotnie filmowana:
- Twarzą w twarz (Face to Face, 1952), reż. John Brahm, Bretaigne Windust, w rolach głównych James Mason, Gene Lockhart, Michael Pate[4],
- Tajemniczy sojusznik (Secret Sharer, 2014), brytyjsko-polski film, reż. Peter Fudakowski, w rolach głównych Jack Laskey, Zhu Zhu[5],
- The Secret Sharer (1967), reż. Larry Yust, w rolach głównych Aron Kincaid, David Soul[6].

Amerykański pisarz s-f Robert Silverberg napisał w 1987 opowiadanie Tajemny gość (The Secret Sharer), w którym twórczo zaadaptował nowelę Conrada, umieszczając akcję na statku międzygwiezdnym. Opowiadanie zdobyło Nagrodę Locusa w 1988.